# Magersdorf (Gemeinde Hollabrunn)
Magersdorf ist ein Dorf in Niederösterreich und eine Ortschaft sowie Katastralgemeinde sowie eine zur Stadtgemeinde Hollabrunn im gleichnamigen Bezirk Hollabrunn.

## Geographie
Magersdorf liegt östlich von Hollabrunn am Rand des Ernstbrunner Waldes, der sich bis vor die Tore Hollabrunns erstreckt. Magersdorf ist einerseits eine Ortschaft, mittlerweile aber mit Hollabrunn derart verwachsen, dass es auch als Stadtteil von Hollabrunn geführt wird.
Nachbarorte von Magersdorf in der Stadtgemeinde Hollabrunn sind Mariathal, Raschala und Hollabrunn und in der Marktgemeinde Göllersdorf Porrau.
|            |                                             |           |
| Hollabrunn | Kompassrose, die auf Nachbargemeinden zeigt | Mariathal |
|            | Raschala                                    | Porrau    |

Die Feldried „Gaisberg“ erinnert an eine verschollene Ortschaft.

## Geschichte
Jans von Ture verkaufte 1331 an seinen Vetter Reinprecht den Tursen von Lichtenfels Gülten zu Mengsdorf, wie Magersdorf damals genannt wurde. Magersdorf wurde erstmals in einer Urkunde des Stifts Melk aus dem Jahr 1344 als Meingastdorf als ein Ort bei Hollabrunn genannt. Im Jahr 1552 verkauft Achaz Enenkel an Bernhard Polany den Ort. Im Jahr 1561 ist Wolf Freyberger Besitzer des Ortes. Nach 1580 kam Magersdorf an Wolf Georg Gilleis zu Sonnberg und blieb mit dieser Herrschaft bis zur Zuteilung an die Gemeinde Hollabrunn im Jahr 1867 in Verbindung. Das Schottenstift besaß hier einen Hof. 1727 wurde die Filialkirche errichtet, Architekt war wohl Johann Lucas von Hildebrandt.
Laut Adressbuch von Österreich waren im Jahr 1938 in der Ortsgemeinde Magersdorf ein Bäcker, zwei Gastwirte, drei Gemischtwarenhändler, zwei Maler, zwei Perlmutterdrechsler, zwei Schneider, drei Schuster und ein Tischler ansässig.
Am 1. Jänner 1969 wurde Magersdorf nach Hollabrunn eingemeindet.

## Öffentliche Einrichtungen
In Magersdorf gibt es einen Kindergarten.

## Politik

### Bürgermeister der ehemaligen Gemeinde Magersdorf
- 1966–1968 Robert Klein

### Ortsvorsteher der Katastralgemeinde Magersdorf
- 1969–1970 Robert Klein
- 1970–1972 Friedrich Suttner sen.
- 1972–1982 Friedrich Vitek
- 1982–1995 Raimund Lunzer
- 1995–2002 Friedrich Suttner jun.
- 2002–2015 Karl Loicht
- seit 2015 Margareta und Gerhard Schwínner

## Sehenswürdigkeiten
- Ortskapelle Magersdorf
- Denkmal für die gefallenen Helden aus dem Ersten Weltkrieg
- Johannes Nepomuk Statue

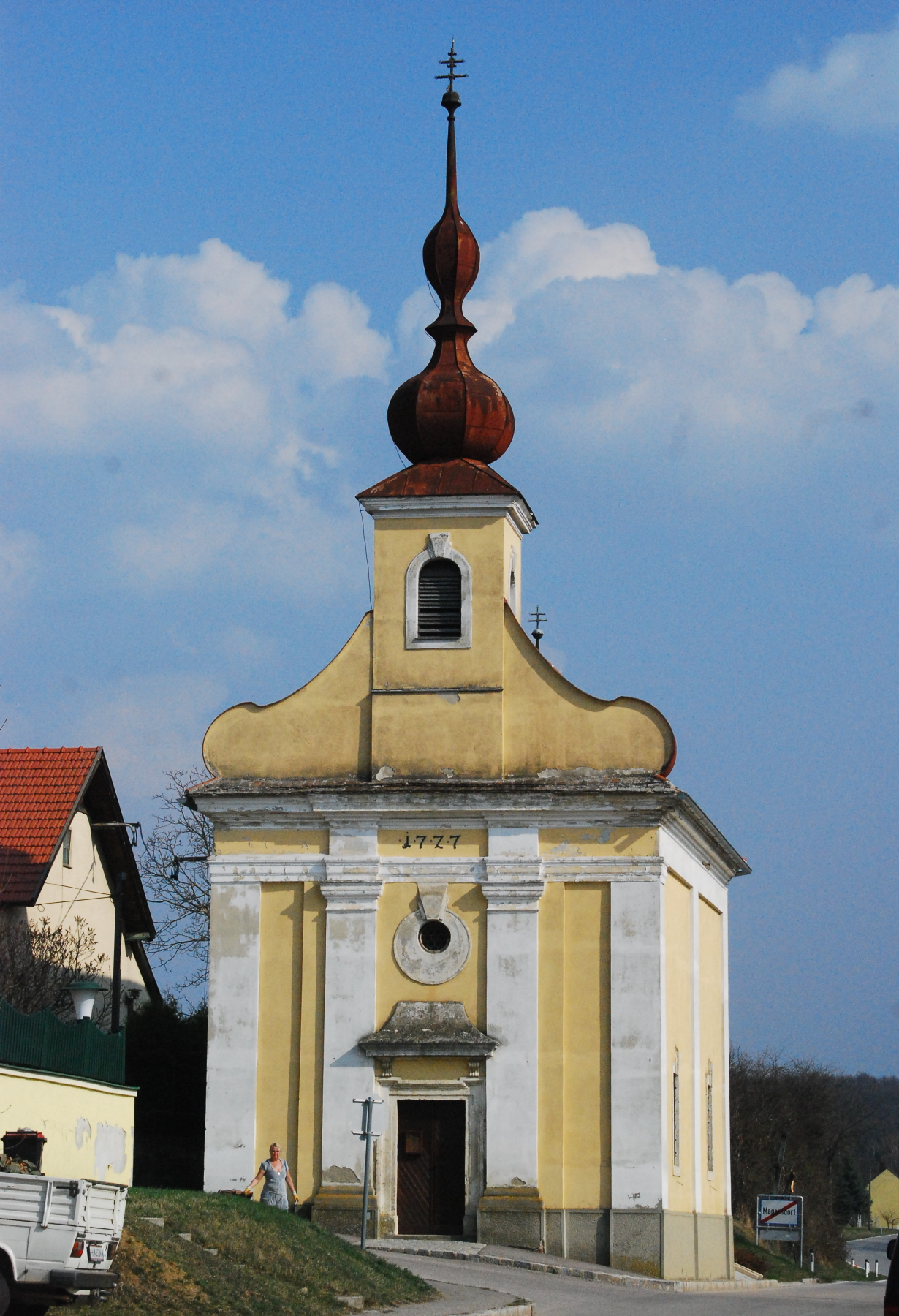
Ortskapelle
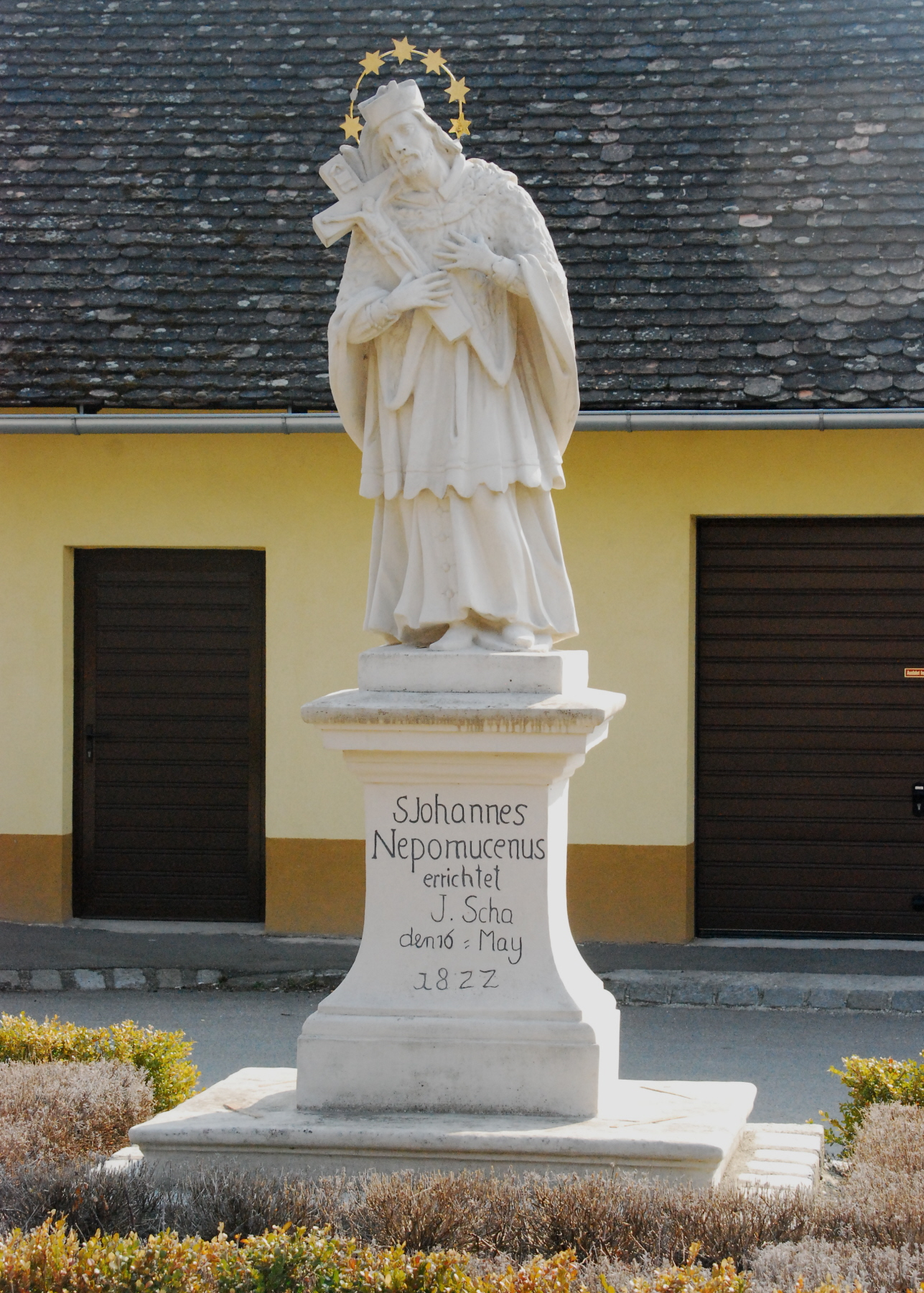
Nepomukstatue aus dem Jahre 1822